# 科羅普奇克
49°44′25″N 24°53′42″E / 49.74028°N 24.89500°E
科羅普奇克（烏克蘭語：Коропчик），是烏克蘭西部的村莊，隸屬利維夫州的佐洛奇夫區。該村面積0.26平方公里，海拔高度323米，2021 （页面存档备份，存于）年人口37，人口密度每平方公里178.29人。